# Déo Kanda
Déo Kanda A Mukok (Matadi, 11 agosto 1989) è un calciatore congolese (Repubblica Democratica del Congo), attaccante svincolato.

## Palmarès

### Club

#### Competizioni nazionali
- Campionato della Repubblica Democratica del Congo: 4

Motema Pembe: 2008
TP Mazembe: 2009, 2011, 2013
- Coppa della Repubblica Democratica del Congo: 1

Motema Pembe: 2009

#### Competizioni internazionali
- Coppa dei Campioni d'Africa/CAF Champions League: 2

TP Mazembe: 2009, 2010
- Supercoppa CAF: 1

TP Mazembe: 2010